# Mâlik ibn Anas
Pour les articles homonymes, voir Anas (homonymie).
Ne doit pas être confondu avec Anas ibn Malik.
Mālik ibn Anas (en arabe : مالك بن أنس), de son nom complet Abū ʿAbd Allāh Mālik ibn Anas ibn Mālik ibn Abī ʿĀmir ibn ʿAmr ibn al-Ḥārithb Ghaymān ibn Khuthayn ibn ʿAmr ibn al-Ḥārithal-Aṣbaḥī est un imam, théologien et juriste arabo-musulman, traditionaliste, né entre 708 et 716 et mort en 796. Appelé par les musulmans sunnites l'imam Malik, il est également connu sous les dénominations d'imam dar al-Hijrah ou l'imam de Médine. Son enseignement constitue le fondement juridique et dogmatique de l'école malékite, l'une des quatre grandes écoles de jurisprudence en droit islamique sunnite.

Très respecté parmi les savants musulmans, l’œuvre de l'imam Malik compte à ce jour parmi les plus importantes contributions dans les domaines du fiqh, de la collection d'hadiths et du dogme islamique. Il est l'auteur du livre Al-Muwatta, ouvrage qui jette les bases de l'étude des enseignements et actions du Prophète de l'islam ainsi qu'une approche sociologique de la civilisation islamique. Les travaux de l'imam Malik ont été salués par ses contemporains ainsi que par les savants qui le suivirent. Pour les malikites et nombre d'autres auteurs, Al-Muwatta compte parmi les Kutub al-Sittah, les six ouvrages considérés par les savants sunnites comme les livres les plus authentiques. Ainsi, l'imam Ash-Shâfi'î écrit au sujet de l’œuvre de l'Imam Mâlik :

« L'ouvrage le plus authentique après le Livre de Dieu est le Muwatta de Malik »

— Ash-Shâfi'î

## Biographie

### Naissance dans une famille religieuse
Malik ibn Anas naît au début du VIIIe siècle de l'ère chrétienne dans la ville de Médine. La naissance de Malik ibn Anas prend donc place au cours d'une période de transition entre l'ère des califes omeyyades et celle des abbassides. Cette période d'expansion de l'empire musulman voit apparaître la forte nécessité de juridiction, en particulier dans les nouveaux territoires conquis.[réf. souhaitée]
L'imam Malik nait dans une famille comptant certains grands noms de l'érudition islamique. Son père est Anas bin Malik (homonyme du sahabi) et sa mère Aaliyah bint Shurayk al-Azdiyya. Originaire du Yémen bien que son arrière-grand-père, Abu 'Amir, s'installa à Médine deux ans après l'exil du Prophète de l'islam, sa famille appartient à la tribu Al-Asbahi. Le grand-père de l'imam Malik est Malik ibn Abi Amir. Celui-ci fut copiste du Coran et a côtoyé des compagnons du prophète de l’Islam. De plus, le nom de son oncle Abu Suhayl apparait dans plusieurs chaînes de transmission de hadiths, que cela soit dans Al-Muwatta ou d'autres ouvrages de la tradition islamique.[réf. souhaitée]

### Apparence physique
Selon Al-Muwatta, livre dont il est l'auteur, l'imam Malik était grand de taille, robuste, au teint clair, des cheveux blonds avec une barbe importante et des yeux bleus

### Instruction et enseignement religieux
Très jeune, Malik apprend et mémorise le Coran auprès d'Abu Suhail an-Nafi' ibn 'Abd ar-Rahman (homonyme du rapporteur de hadith Nafi'). C'est de ce professeur que Malik reçoit l'ijaza, l'habilitation à enseigner la science islamique.
Par la suite, il étudie le hadîth aux côtés du prestigieux rapporteur de hadîths Ibn Shihab al-Zuhri; sous Naafi', l'esclave affranchi de Abdullah ibn Omar ; ainsi que de Ibn Hurmuz, connu comme rapporteur d'Abu Huraira, pendant huit années.

### La «chaîne d'or» de la transmission
Al Hâfiz Abou Dawoud parle de la chaîne d'or comme la transmission de hadiths la plus sûre, avis également partagé par l'Imâm al-Bukhârî.
Malik ne se déplaçait pas beaucoup en dehors de Médine excepté pour le pèlerinage à La Mecque, et se confina donc largement à la connaissance de Médine. D'autres desquels il apprit furent Hisham ibn Urwah et Ja'far al-Sâdiq

### Relation avec le pouvoir abbasside
Les historiens s'accordent sur le fait qu'il fut impliqué dans le soulèvement en 762 du descendant d’Ali, Muhammad b. Abd Allâh al-Nafs al-Zakiyya, contre le calife abbasside Al-Mansûr. Il ne participa pas activement au soulèvement, mais lorsque Muhammad b. Abd Allâh s'empara de Médine, il rendit avis dans une fatwa que le serment fait au calife Al-Mansûr pouvait être rompu puisqu'il avait été obtenu sous la contrainte que ce soit religieuse ou fausse interprétation tout en respectant les modalités et ulterances[Quoi ?] du format législatif du fait précis de la fatwa.
En l'an 763, Djaʿfar ibn Sulaymān, alors gouverneur de Médine, sanctionna Malik à la flagellation, en raison d'une fatwa émise par l'imam qui contestait la licéité de l'allégeance envers le calife al-Mansur. De plus, l'homme était accusé par le gouverneur de supporter la rébellion des Alides. Les coups de fouet répétés ont causé la dislocation de l'épaule de l'imam Malik. Cette sentence a accru la popularité et le prestige de l'imam.
On raconte que ses bras étaient devenus incapables de tenir sur sa poitrine ; ceci est une des raisons qu'avancent certains pour sa façon de prier pendant le qiyam. Mais la réalité est autre puisque le Sadl (prier avec les mains le long du corps dans le qiyam) est une sunna pour Mâlik et ses disciples qui fut héritée du Prophète de l'islam et des 4 Califes. 
Il semble qu'il se soit plus tard réconcilié avec le calife. On raconte que quand Al-Mansur apprit la nouvelle il se rendit à Médine pour présenter ses excuses à l’imam et ajouter qu'il n'avait pas donné un tel ordre au gouverneur. Il dit même par la suite à ce gouverneur de ne pas instaurer de lois sans consulter l’imam Malik.
Il commença sa compilation de hadiths à la requête du calife abbasside Abu Ja'far al-Mansoor, [754-775 ] qui, selon la légende, voulait un code de lois basé sur la sunna du Messager de Dieu Muhammad qui pourrait être appliqué dans tout le califat. Toujours selon la tradition, l'imam Malik aurait refusé une fois qu'il l'eut terminé arguant que les Sahaba (compagnons du Prophète) s'étaient dispersés dans tout le califat et avaient pris avec eux d'autres actes de la sunna non répertoriés par lui, qui se devaient d'être considérés dans toute loi devant être imposée à tous. Le calife Hâroun ar-Rachîd aurait fait la même requête, en vain.

### Décès
L'imam mourut en 796 à l'âge de 85 ans à Médine après une courte maladie. Il fut enterré au cimetière Al Baqi de Médine, la prière funéraire (janâzah) fut prononcée à cette occasion par le gouverneur 'Abd Allâh b. Zaynab. Son tombeau fut surmonté d'une coupole (kubba), détruite par les Saoudiens en 1802 en raison de l’interdiction, rapportée par plusieurs récits prophétiques, de construire sur les tombes, afin d’éviter toutes formes de polythéisme,.

## Son œuvre et sa doctrine

### Droit (fiqh)
Son œuvre principale, le Kitab al-Muwatta, recense l'ijmâ' (consensus) médinois au niveau de la loi, du droit, du rite et de la pratique et entend servir de correctif pour ce qui n'était pas encore fixé par l'ijma et la Sunna. Dans la Muwatta il ne prend pas la peine de critiquer l'authenticité des traditions (hadîth) rapportées, qui ne seront remises en question que par des auteurs ultérieurs. De la même façon il omet de citer les chaînes de transmission (isnâd).
Le Muwatta ne fut pas directement fixé en une version définitive, il en existe différentes recensions qui varient du fait que l'imam Malik n'a pas toujours exactement donné ses enseignements oraux de la même façon et parce qu'on accordait peu d'importance à une reproduction fidèle à l'époque et que l'on préférait laisser une certaine liberté aux variations.
L'imam Malik admet, et son école à sa suite, outre le Coran et la sunna, la « coutume » (urf ou Bil Ma'rouf) médinoise (point sur lequel il est en désaccord avec son ami Al-Layth ibn Sa’d), le consensus des "gens de Médine" (désignant les savants) et le principe de l’utilité générale (istislâh).   
Il considère que les exemples de législation coutumière en cours à Médine du temps du prophète sont des sources de droit musulman à codifier et systématiser.
En matière de droit pénal, Malik est plus sévère que Abu Hanifa, permettant jusqu'à quatre amputations pour le voleur récidiviste, et la peine de mort pour les libres penseurs (zindiq). En revanche, il est plus libéral à l'égard des femmes que les autres fondateurs de madhhab puisqu'il autorise la femme maltraitée à demander le divorce.
Lousi Gardet résume ainsi la position de Malik : il « maintient la tradition mais accepte l'interprétation personnelle dans la mesure où elle favorise le bien public (istislah) ».

### Interprétation du Coran
Concernant les versets équivoques (moutachâbihah) dont le sens apparent pourrait laisser penser qu'Allâh aurait une ressemblance avec sa création, l'Imâm Mâlik disait : « Citez les comme ils sont parvenus, sans attribuer de comment (bilâ kayfiyyah)» c'est-à-dire en niant toutes les caractéristiques des créatures.
Ibnou Kathîr a mentionné semblable à cela dans son tafsîr. Il a dit : « Nous citons ici la voie du Salaf vertueux de Mâlik, de Al-Awzâ’i, de Ath-Thawri, de Layth Ibnou Sa’d, de Ach-Châfi’i, de Ahmad ibnou Hanbal, de Is-hâq ibnou Rahawayh et d’autres qu’eux parmi les imams musulmans du passé et contemporains et plus récents, à savoir de lire ces versets (c’est-à-dire les versets moutachâbihah) comme ils sont parvenues. Sans attribuer le comment (min ghayri takyîf), ni d’assimilation, ni annulation de ces versets. Et le sens apparent qui vient à l’esprit des assimilateurs est nié au sujet d'Allâh ta’âlâ. Car Allâh n’a pas de ressemblance avec quoi que ce soit de Ses créatures. Rien n’est tel que Lui et Il est Celui qui entend et qui voit.»
Et l’Imâm Ibn Hajar Al-‘Asqalâni a également rapporté pareil à cela, en disant : « Certains sont passés sur ces textes comme ils ont été révélés, en y croyant dans leur globalité et en exemptant Allâh du comment (kayfiyyah) et de toute assimilation (tachbîh), et ceux-là sont la majorité des savants du Salaf. Cela a été rapporté par Al-Bayhaqi ainsi que d’autres, [comme étant la voie] des quatre Imâm (C’est-à-dire : l’Imâm Aboû Hanîfah, l’Imâm Mâlik, l’Imâm Ach-Châfi’i, et l’Imâm Ahmad Ibn Hanbal), des deux Soufyân (C’est-à-dire : Soufyân Ath-Thawri et Soufyân Ibn ‘Ouyaynah), des deux Hammâd (C’est-à-dire : Hammâd Ibn Zayd et Hammâd Ibn Salamah), de Al-Awzâ’i, de Al-Layth, et autres qu’eux.»
Ainsi lorsqu'il fût interrogé sur le comment de l'istiwâ[Quoi ?] de Allâh sur le trône, l'Imâm Mâlik n'a pas répondu en disant qu'Allâh serait assis ou établi mais il a dit : « Le comment [au sujet de Allâh] est inconcevable (al-kayf ghayrou Ma’qoûl)»,,, et selon une autre version proche de celle-ci : « Dire “comment” est exclu à Son sujet (wa kayfa ‘anhou marfoû’) ».
L'Imâm Mâlik a également eu recours au ta-wîl (interprétation détaillée). En effet il a été rapporté de l’Imâm Mâlik qu’il a interprété le hadîth du nouzoûl (qui commence par yanzilou rabbounâ) par la descente de la Miséricorde d'Allâh et de Son Ordre ou de Ses Anges, tout comme l’on dit « Le roi a fait telle chose » c’est-à-dire que ce sont ses subordonnés qui l’ont fait sur son ordre,.
L'Imâm Mâlik était fortement opposé à la croyance des corporalistes (moujassimah), Il a d’ailleurs été rapporté que l’Imâm Mâlik considérait mécréants ceux qui ont pour croyance qu'Allâh serait dans une direction ou qu’Il serait un corps,,.
L'Imâm Mâlik était également favorable au tawassoul.[Quoi ?] Lorsque le Calife Aboû Ja’far Al-Mansoûr effectua le pèlerinage et  visita la tombe du Prophète, il demanda à l'Imâm Mâlik : « Ô Abâ ‘Abdi l-Lâh, est-ce que je m’oriente vers la Qiblah pour faire des invocations, ou je m’oriente vers le Messager d'Allâh ? » L’Imâm Mâlik lui a répondu : « Pourquoi détournerais-tu ton visage de lui, alors qu’il est ta waçîlah (le moyen grâce auquel tu espères être exaucé) par Allâh ta’âlâ et la waçîlah de ton père Âdam le Jour du Jugement ?! Oriente-toi plutôt vers lui et demande son intercession, Allâh le fera intercéder. Allâh ta’âlâ dit (ce qui a pour sens) :  { Si, ayant été injustes envers eux-mêmes, ils venaient auprès de toi pour demander le pardon à Allâh, et le Messager demandait le pardon pour eux, ils sauraient qu'Allâh est Celui Qui accepte le repentir et Qui fait miséricorde }».

## Disciples
L'imam Malik eut de nombreux disciples dont les plus célèbres furent :
- 'Abd Ur Rahmân Ibn Al Qâssim
- 'Abdullâh Ibn Wahb
- Ash-hab Ibn 'Abd Il 'Azîz Al 'Âmirî
- Asbagh Ibn Al Faraj
- Asad Ibn Furât Ibn Sinân
- 'Abd Ul Mâlik Ibn Al Mâjishûn
- 'Abdullâh Ibn 'Abd Il Hakam Ibn A'yun
- (Malgré l'idée reçue, beaucoup de sources s'accordent à dire que l'Imam Ach-Chafi'i n'a jamais été son élève.)[27]

## Ouvrages
- Al-Muwatta (version bilingue anglais-arabe)
- Tafsîr Gharîb Al-Qur’ân Al-Karîm : Interprétation des singularités du Noble Coran
- Kitâb As-Surûr : Le livre de la félicité.
- Kitâb fî An-Nujûm wa Hisâb Dawrân Iz-Zamân wa Manâzil Il Qamar : Livre des étoiles, du calcul du temps et des positions de la lune
- Risâlah fil Aqdiyah : Traité sur les jugements.
- Risâlah ilâ Ibn Wahb fil Qadar wa Ar Radd 'alal Qadariyyah : Lettre à Ibn Wahb concernant la prédestination et la réfutation des qadarites.

Al Imâm As Suyûtî rapporta que l'Imâm 'Abdu Llâh Ibn Wahb écrivit un livre exclusivement composé de paroles de l'Imâm Mâlik intitulé Kitâb Ul Mujâlasât 'An Mâlik.